# Cathédrale de la Dormition de Smolensk
Pour les articles homonymes, voir Cathédrale de la Dormition.
 (décembre 2023).
Si vous disposez d'ouvrages ou d'articles de référence ou si vous connaissez des sites web de qualité traitant du thème abordé ici, merci de compléter l'article en donnant les références utiles à sa vérifiabilité et en les liant à la section « Notes et références ».
La cathédrale de la Dormition de la Mère de Dieu (Успенский собор) située à Smolensk en Russie est une cathédrale orthodoxe dédiée à la fête de la Dormition, célébrée le 15 août, que les catholiques appellent Assomption. Elle a abrité jusqu'en 1941 l'ancienne icône miraculeuse de Notre-Dame de Smolensk, disparue sous l'occupation allemande. Cette cathédrale est la cathédrale de l'éparchie (ou évêché) de Smolensk et de Kaliningrad du patriarcat de Moscou.

## Histoire

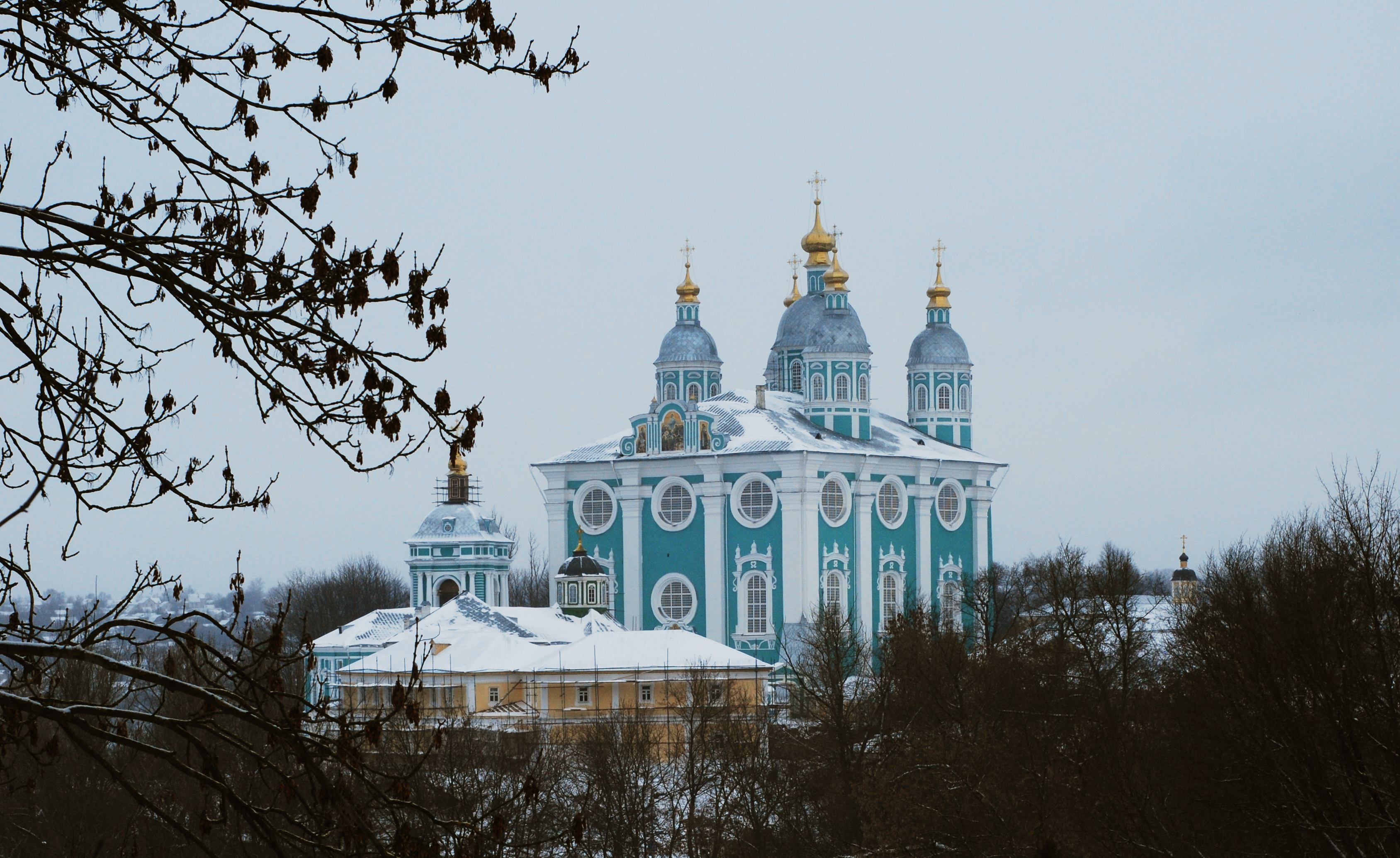
La cathédrale en hiver

La première cathédrale à cet emplacement était celle construite en briques par Vladimir II Monomaque en 1101. Cette grande église à six piliers sur le modèle de celle de Vladimir fut consacrée en 1150 sous le règne de Rostislav Ier. Elle survécu à plusieurs sièges de la ville, dont celui de 1609-1611, lorsque les Polonais prirent d'assaut Smolensk pendant la Guerre polono-russe (1605-1618).
Elle brûla en partie le 3 juin 1611, lorsque des défenseurs de la ville s'y enfermèrent, refusant de se rendre aux Polonais. L'évêque polonais Léon Rzewuski plaida la cause de la cathédrale en 1627 parce que les Polonais voulaient la transformer en cathédrale catholique, en opposition avec les accords de 1611 par lesquels la ville s'était rendue à la Pologne. Le prince Léon Sapieha accéda à cette demande.
Smolensk fut reprise par les Russes, ce que le traité de paix de 1667 confirma. Le prince Repnine fut chargé d'inspecter la cathédrale et de dresser une liste des réparations urgentes à entreprendre. l'archevêque commença les travaux en 1673, mais la cathédrale était trop endommagée pour résister à de nouveaux changements et l'on procéda à sa démolition entre mai et juillet 1674.
L'on mit près d'un siècle à construire la nouvelle cathédrale à cinq dômes. Terminée en 1772, elle est de style baroque et visible de loin, car juchée sur une colline dominant la ville. L'iconostase est particulièrement impressionnant avec ses revêtements d'or, ses icônes et ses chérubins sculptés. La légende raconte que Napoléon aurait interdit à ses soldats d'y toucher sous peine de mort, lorsque la Grande Armée prit la ville en 1812, tellement il avait été frappé par sa beauté.
La cathédrale, fort endommagée, survécut à l'occupation allemande (1941-1943), mais l'icône de Notre-Dame de Smolensk disparut à jamais.

## Galerie

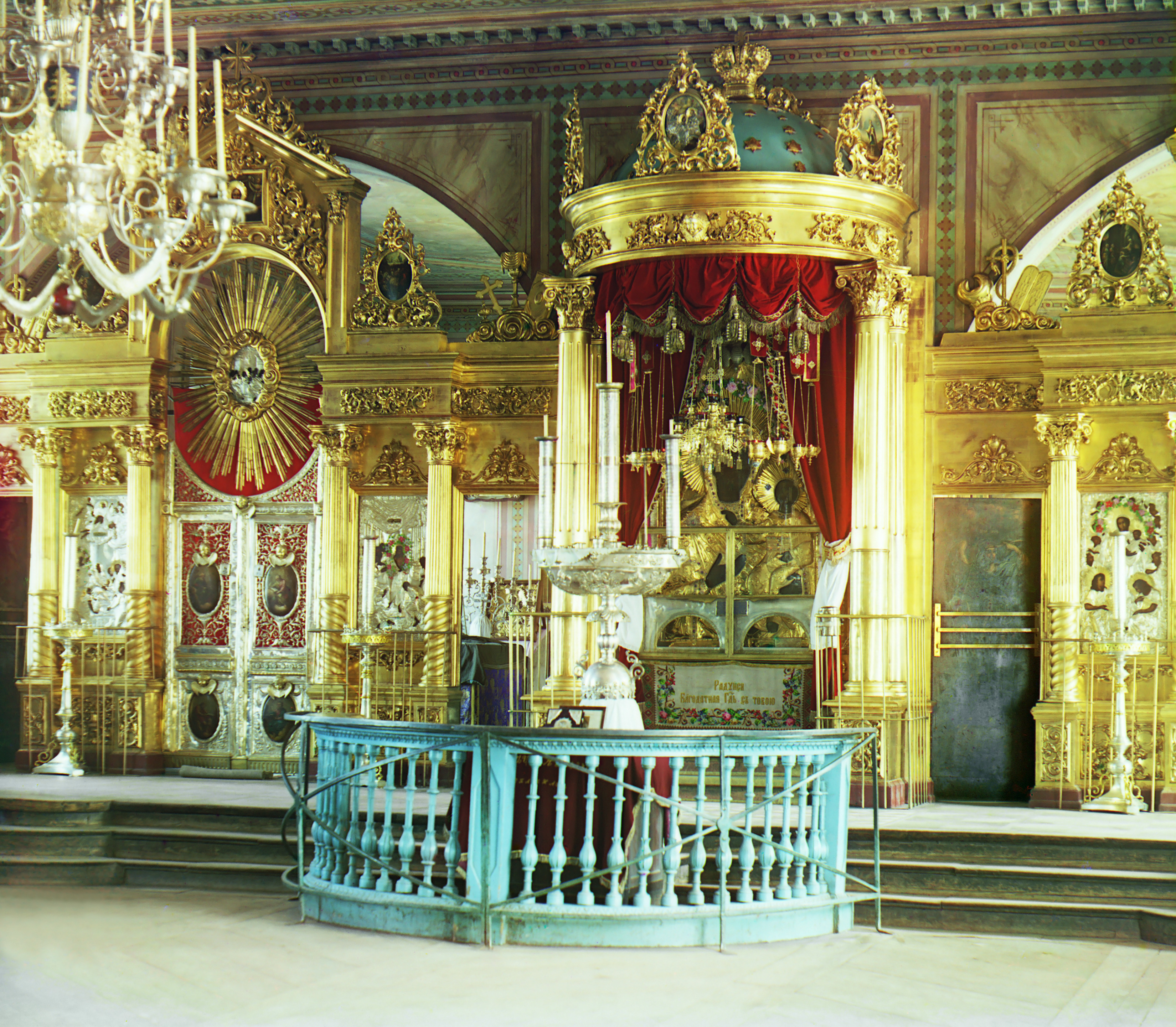
L'icône de Notre-Dame de Smolensk en 1912
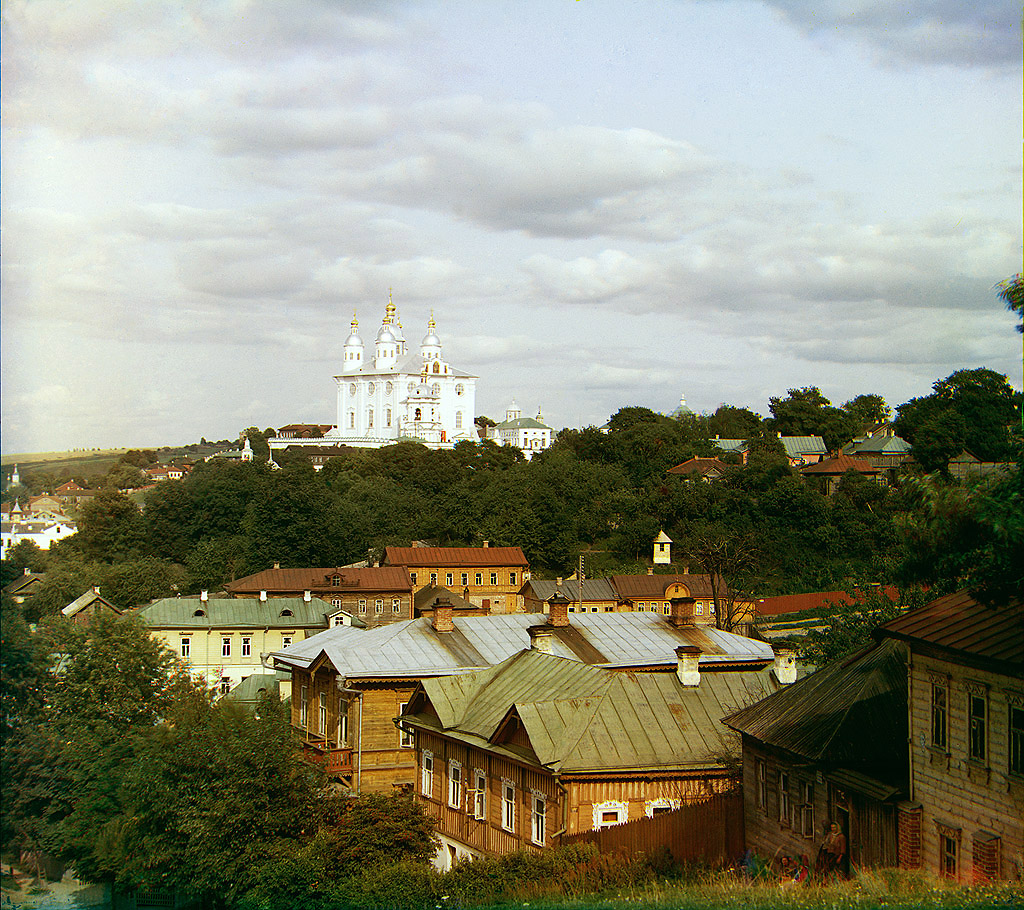
La cathédrale en 1911
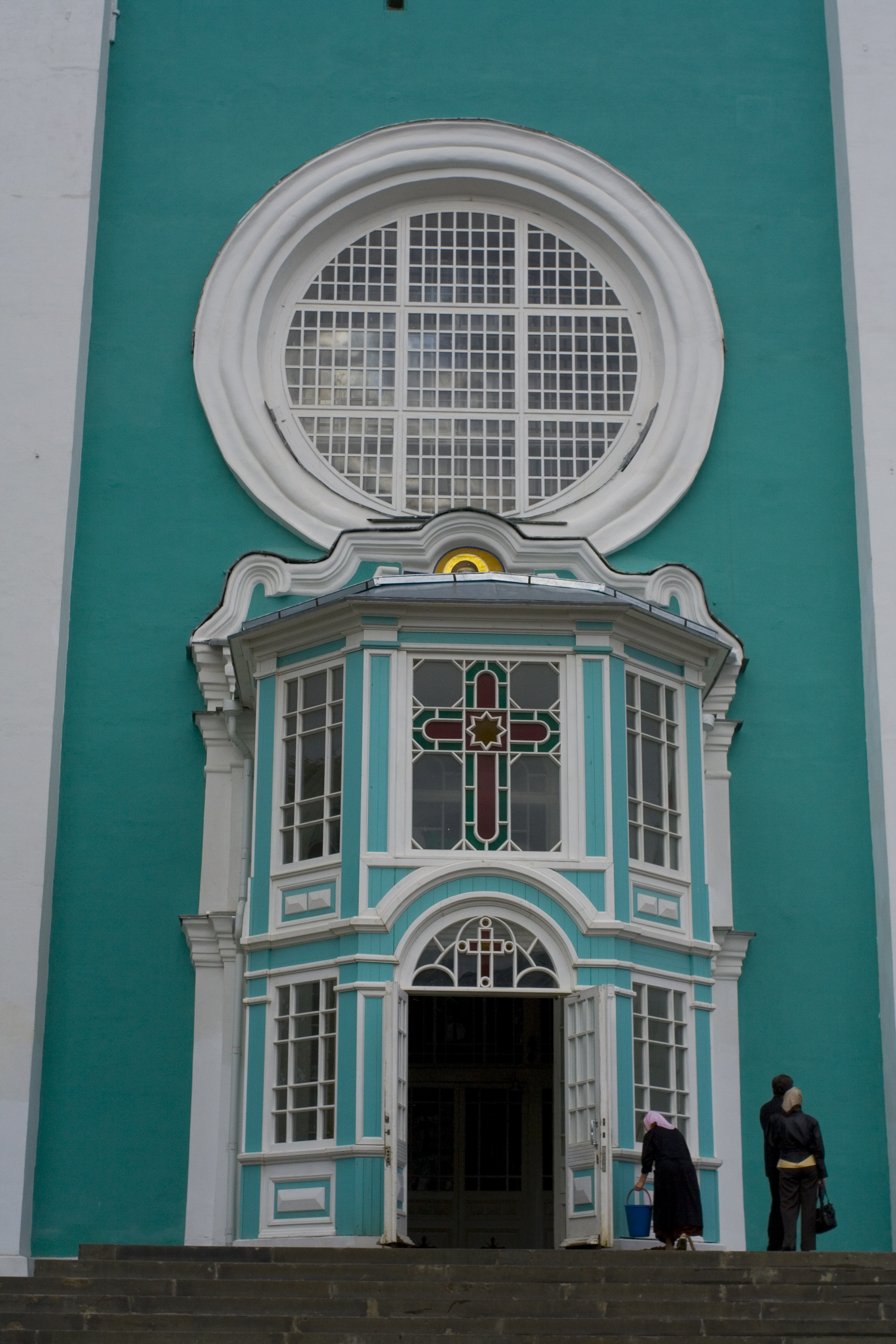
Entrée de la cathédrale
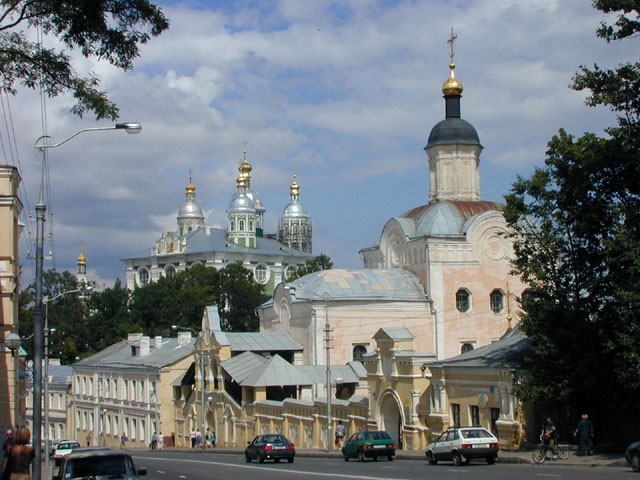
Les coupoles de la cathédrale vues de la ville
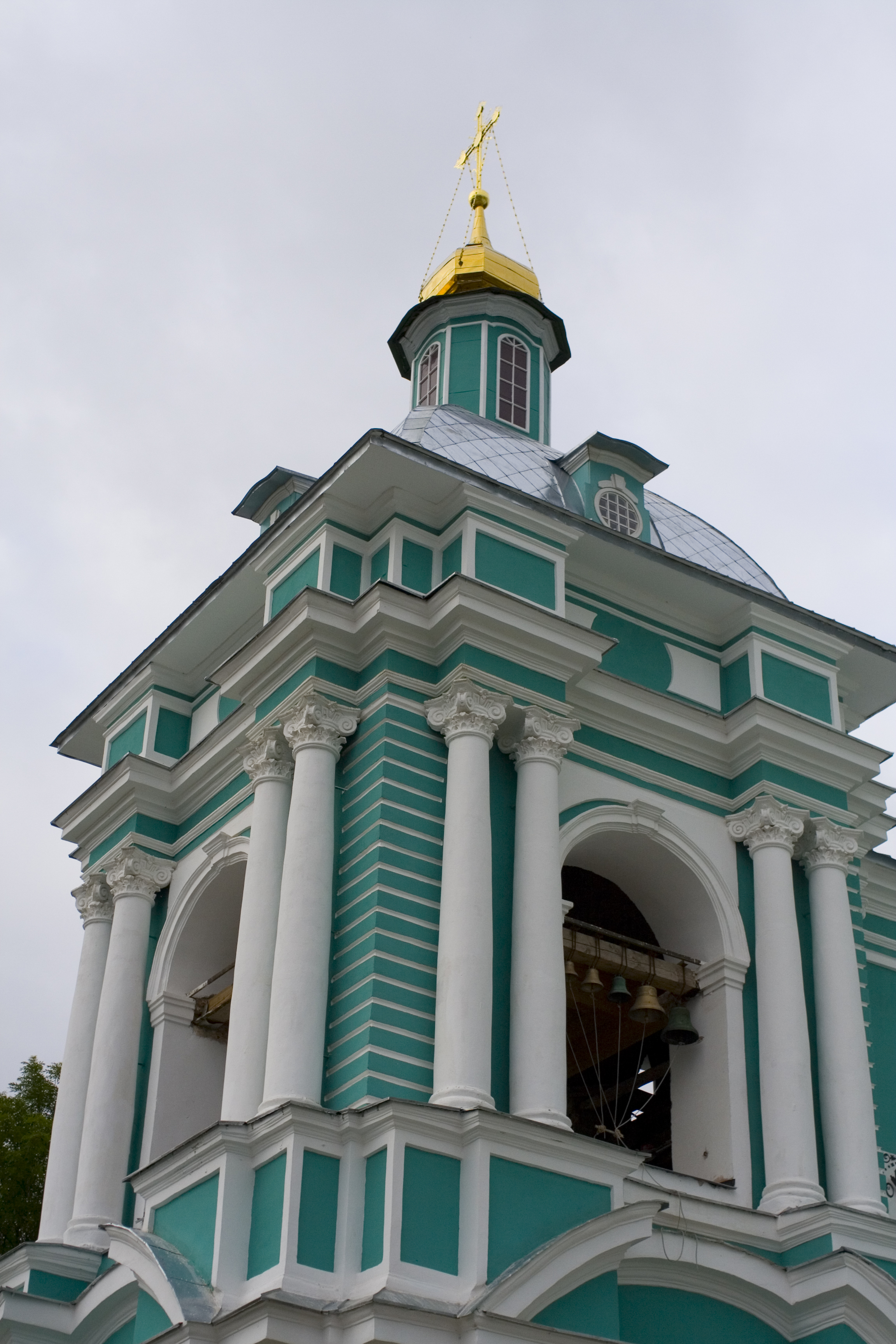
Vue du clocher
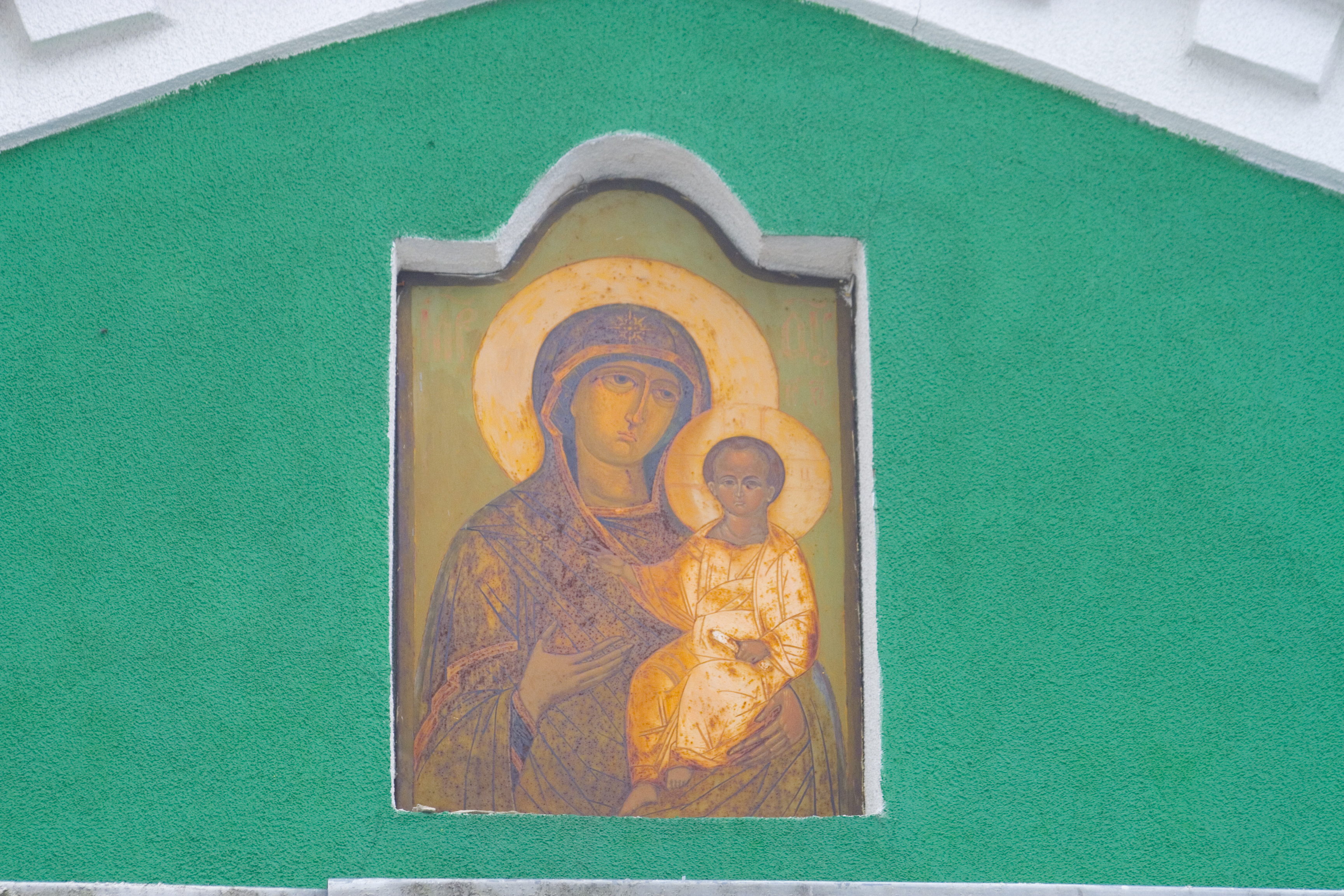
Fresque de l'icône de ND de Smolensk

## Sources
- (en) Cet article est partiellement ou en totalité issu de l’article de Wikipédia en anglais intitulé « Assumption Cathedral in Smolensk » (voir la liste des auteurs).